# Eilema aspersoides
Eilema aspersoides là một loài bướm đêm thuộc phân họ Arctiinae, họ Erebidae.